# Bruno Mauricio de Zabala
Bruno Mauricio de Zabala Cortazar (Durango, 6 ottobre 1682 – Fiume Paraná, 31 gennaio 1736) è stato un militare e governatore spagnolo.
È considerato essere il fondatore di Montevideo, capitale dell'Uruguay. Nato a Zabala, sobborgo della città spagnola di Durango, nel 1717 divenne governatore del Rio de la Plata. Durante il suo mandato dovette fronteggiare la pirateria, che fu estirpata con successo, e le mire dei portoghesi che miravano ad impossessarsi della sponda orientale del Río de la Plata, ovvero dell'odierno Uruguay. A questo scopo, nel 1726, costruì sulla riva orientale del fiume una fortezza a scopo difensivo. Essa fu il primo nucleo di Montevideo.

## Biografia
Nato nella città basca di Durango, nella provincia di Biscaglia, Bruno Mauricio de Zabala Cortazar abbracciò presto la carriera militare e combatté in numerose battaglie della Guerra di successione spagnola servendo Filippo V di Borbone e perdendo il braccio destro durante l'assedio di Lérida.
Nel 1717 fu nominato per i suoi servigi alla Corona spagnola Governatore del Río de la Plata; in questo ruolo si adoperò per rendere solide le conquiste spagnole nella regione, sconfiggendo il corsaro Etienne Moreau e cacciando i francesi da Maldonado. Dopo uno sbarco effettuato da truppe portoghesi al comando di Manuel de Freitas da Fonseca nel luogo ove sorge l'attuale Montevideo, Zabala si affrettò nel 1724 ad occupare la zona e ad ordinare la costruzione di un forte, adoperandosi per farlo popolare da coloni provenienti dalla Galizia e dalle Isole Canarie, oltre che dalla vicina Buenos Aires. La città fu ufficialmente fondata due anni dopo, nel 1726, con il nome di Ciudad de Los Santos Apóstoles Felipe y Santiago de Montevideo.
Nel 1725 fu incaricato di soffocare la rivoluzione in Paraguay capitanata da José de Antequera y Castro. Nel 1734 Bruno Mauricio de Zabala fu nominato Capitano Generale del Cile; tuttavia prima di prendere possesso delle nuove funzioni fu incaricato di reprimere una nuova rivolta in Paraguay. Al termine di questa campagna militare morì improvvisamente il 31 gennaio 1736 nei pressi di Santa Fe, sul fiume Paraná.